# Kevin A. Ford
Pour les articles homonymes, voir Kevin Ford.
Kevin Anthony Ford est un astronaute américain né le 7 juillet 1960 à Portland dans l'Indiana. Il était aussi pilote d'essai sur F-16.

## Biographie

### Études
Il obtient un diplôme en génie aérospatial à l'université de Notre-Dame en 1982, puis une maîtrise en relations internationales à l'université de Troy en 1989 et une maîtrise en ingénierie aérospatiale à l'université de Floride en 1994. Ford obtient ensuite un doctorat en ingénierie astronautique de l'Air Force Institute of Technology en 1997.

### Carrière dans l'armée
Ford a été nommé sous-lieutenant en 1982 et a terminé son entraînement à la base aérienne de Columbus, au Mississippi, en 1984. Il s’est entraîné sur des F-15 Eagle et a été affecté au 22e Escadron de chasse tactique de la base aérienne de Bitburg, en Allemagne, de 1984 à 1987, puis au 57th Fighter-Interceptor Squadron de la base aéronavale de Keflavik, en Islande, jusqu'en 1989, interceptant et escortant 18 avions de combat soviétiques au-dessus de l'Atlantique Nord. Après avoir passé 1990 en tant qu’étudiant à l’École de pilotage de l’armée de l’air américaine, à la base aérienne d’Edwards, en Californie, Ford a effectué des missions d’essai du F-16 Fighting Falcon en 1994.
Après trois années d’études à plein temps en tant que candidat au doctorat à la base aérienne Wright-Patterson, en Ohio, il a été affecté à l’École de pilotes d’essais de l’armée de l’air, où il est devenu instructeur sur les techniques de test en vol dans le F-15, le F-16 et les planeurs. Ford a 3500 heures de vol et détient des certificats commerciaux de la FAA pour des avions, hélicoptères et planeurs. Ford a pris sa retraite de l'armée de l'air en juin 2008 en tant que colonel.

### Carrière à la NASA
Il propose sa candidature pour les groupes 15 et 16 d'astronautes de la NASA sans succès. Il est finalement sélectionné dans le groupe 18 en 2000. Après deux années d’entraînement et d’évaluation, il s’est vu confier des tâches techniques dans le domaine de l’exploration avancée et a travaillé à l'amélioration de l'avionique du poste de pilotage de la navette. De janvier 2004 à janvier 2005, il a été directeur des opérations au centre d'entraînement de la cité des étoiles en Russie.

#### STS 128
Il est nommé sur la mission STS-128 de la navette Discovery, en tant que Pilote. C'est son premier vol spatial.

#### Expédition 33/34
Après son premier vol, le colonel Ford s'est entraîné et est devenu CAPCOM au centre de contrôle de la mission. Le 23 octobre 2012, Ford a de nouveau été envoyé dans l'espace dans le cadre de l'expédition 33 à bord du Soyouz TMA-06M. Ford est devenu commandant de l'expédition 34 le 18 novembre 2012 avec le départ de l'ISS du Soyouz TMA-05M. Avec l’équipage de Soyouz TMA-06M, il est revenu sur Terre le 16 mars 2013.
Ford est à la retraite depuis 2014.

## Galerie

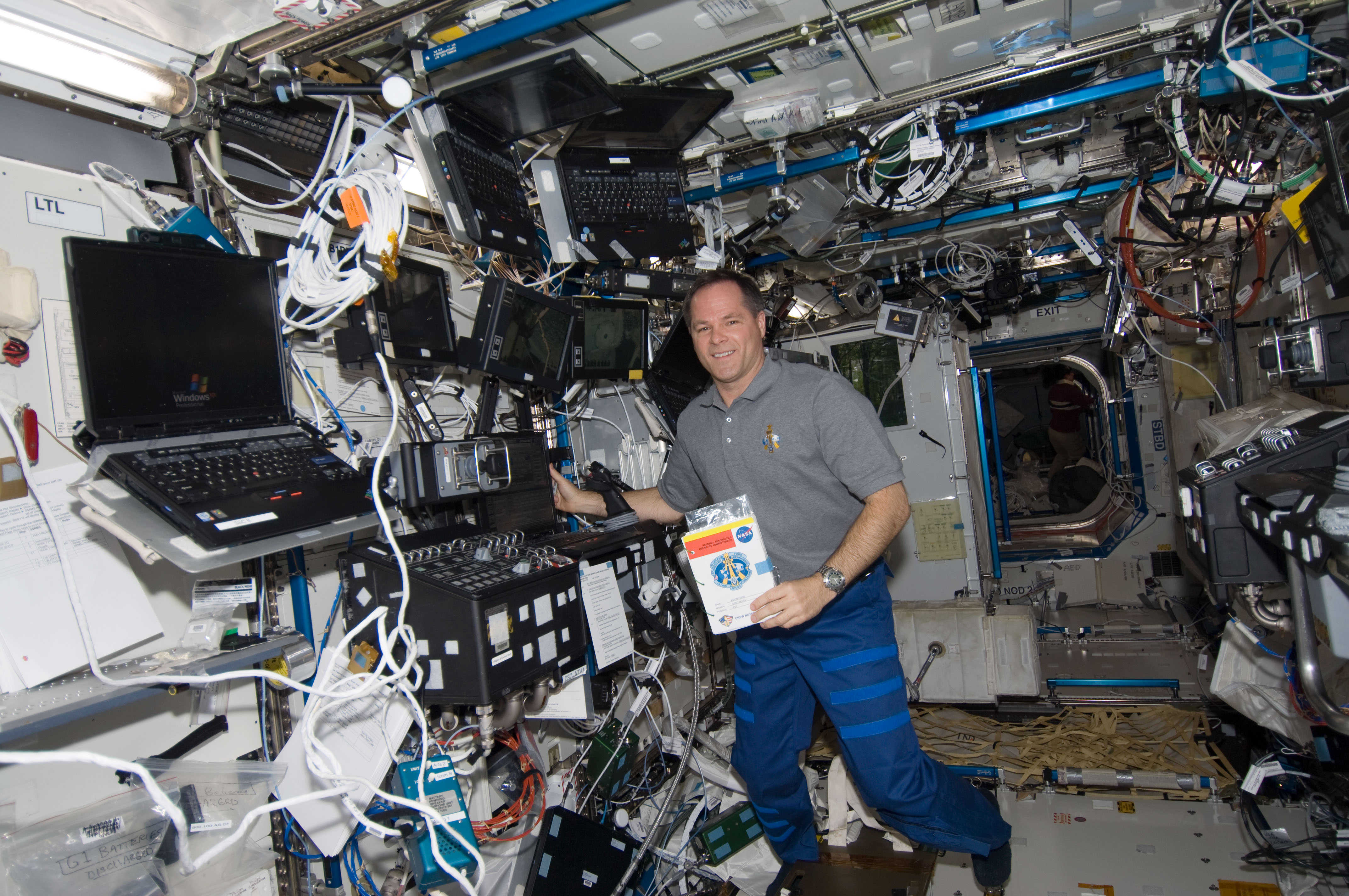
Dans le laboratoire Destiny de l'ISS lors de sa première mission
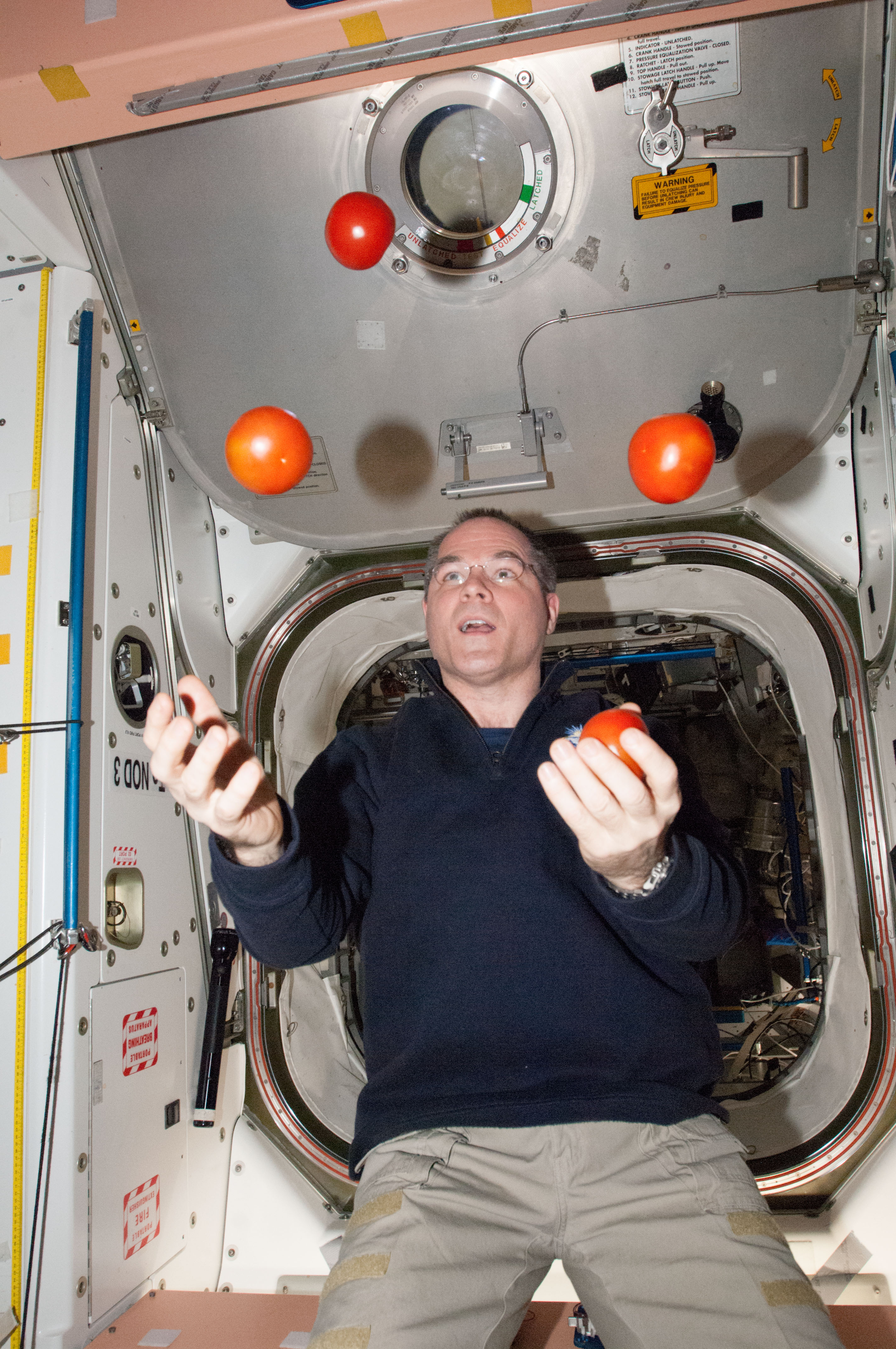
Ford jonglant avec des tomates dans l'ISS lors de sa seconde mission.